# William Theed der Jüngere
William Theed der Jüngere (* 1804 in Trentham, Staffordshire; † 9. September 1891 in Kensington) war ein englischer Bildhauer. Er war der Sohn des Bildhauers und Malers William Theed der Ältere (1764–1817).
Nach seinem Studium an der Royal Academy School arbeitete Theed für den Bildhauer Edward Hodges Baily. Im Jahr 1826 ging er nach Rom, wo er 22 Jahre blieb und unter anderem bei Bertel Thorvaldsen und John Gibson arbeitete. 
Theed hat vor allem Porträtstatuen und Büsten geschaffen. 

## Werke

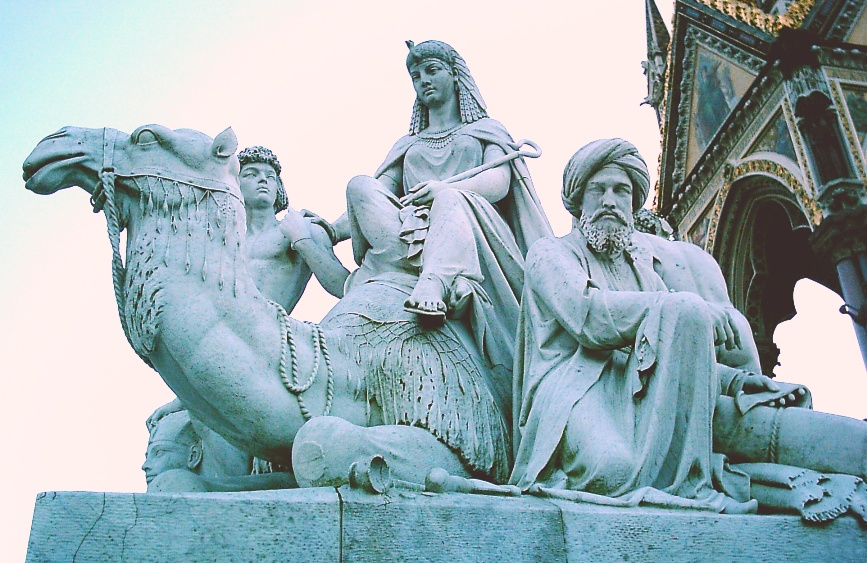
Afrika am Albert Memorial

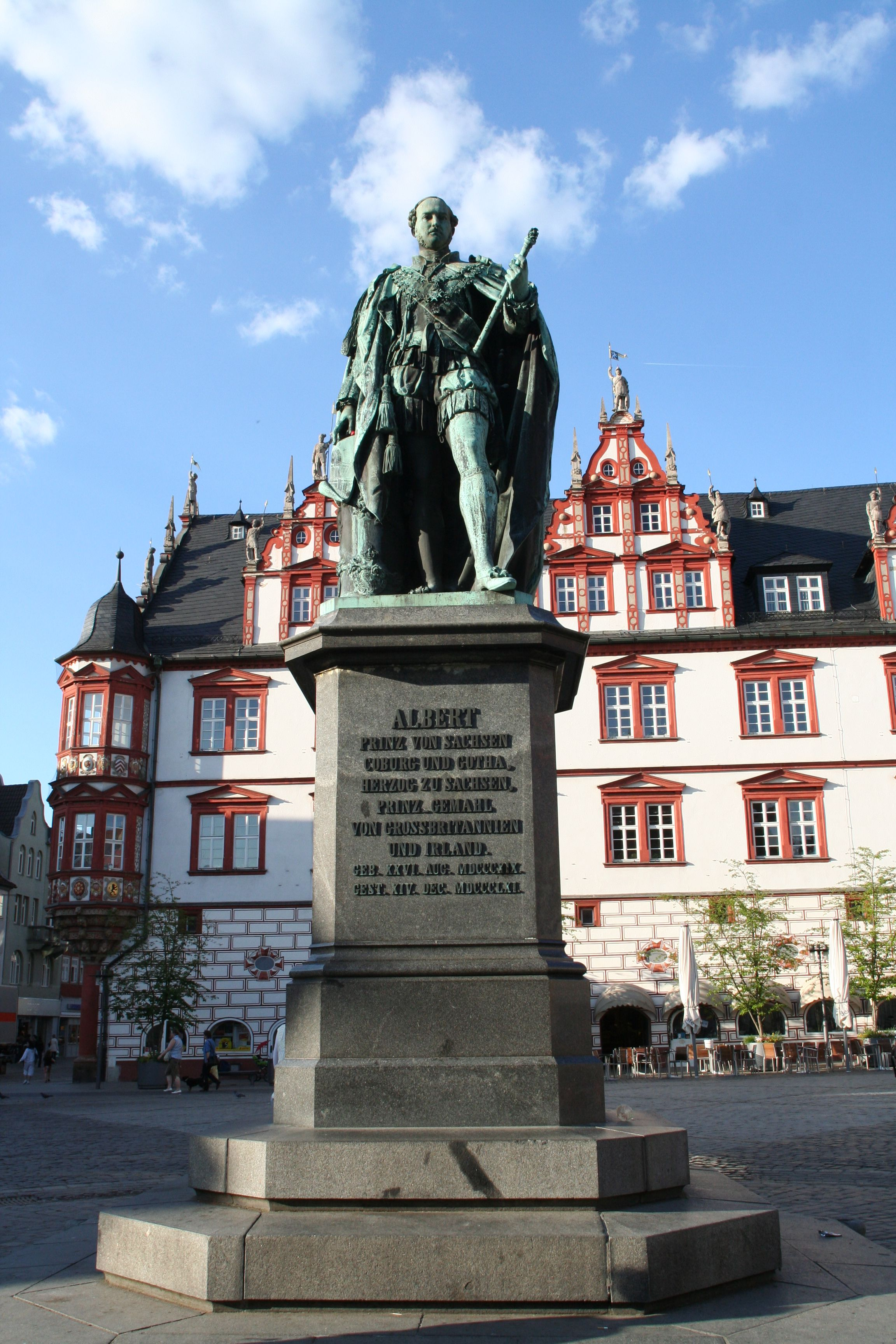
Prinz-Albert-Denkmal in Coburg

- Marmorgruppe der Königin Victoria und des Prinzen Albert im Schloss Windsor
- kolossale Bronzestatue des Prinzen Albert in Coburg und ebenso eine in Balmoral Castle
- Marmorstatue der Herzogin von Kent, Victoria von Sachsen-Coburg-Saalfeld, im Frogmore House
- Marmordenkmal der Herzogin von Gloucester in der St. Georgskapelle zu Windsor
- kolossale Bronzestatue Isaac Newtons in Grantham
- sitzende Statue des Sir Humphrey Cheetham in der Kathedrale zu Manchester
- zwölf Bronzereliefs aus der englischen Geschichte im House of Lords
- der Staatsmann Edmund Burke
- der Geschichtsschreiber Henry Hallam in der St Paul’s Cathedral
- der Staatsmann Sir James Mackintosh in der Westminster Abbey
- Sir William Peel im Hospital zu Greenwich und kolossal in Kalkutta
- Edward Henry Stanley, 15. Earl of Derby in der St. George’s Hall in Liverpool
- kolossale Marmorstatue Sir Robert Peels in Huddersfield
- Afrika am Albert Memorial in London
- die Statue Henry Booths für Liverpool
- eine Marmorgruppe: Hagar und Ismael
- die 1879 in Manchester aufgestellte Statue William Ewart Gladstones

| Personendaten    | Personendaten              |
| ---------------- | -------------------------- |
| NAME             | Theed, William der Jüngere |
| KURZBESCHREIBUNG | englischer Bildhauer       |
| GEBURTSDATUM     | 1804                       |
| GEBURTSORT       | Trentham, Staffordshire    |
| STERBEDATUM      | 9. September 1891          |
| STERBEORT        | Kensington                 |